# Alex Brundle
Alex Brundle (King's Lynn, 7 augustus 1990) is een Brits autocoureur. Hij is de zoon van voormalig Formule 1-coureur en huidig commentator Martin Brundle. Hij wordt geholpen door het team 2MB Sports Management, een bedrijf dat is opgezet door Martin en zijn collega Mark Blundell.

## Carrière

### T Cars
Brundle reed in het karting vanaf zijn achtste jaar. Hij begon zijn autoracecarrière in 2006, waarbij hij in de T Cars reed, een salooncar-gebaseerde klasse voor coureurs tussen de 14 en 17 jaar. Hij finishte hier als achtste.

### Formule Palmer Audi
Aan het eind van 2006 ging Brundle rijden in de Formule Palmer Audi Herfstklasse, waar hij als 21e finishte. In 2007 bleef hij in de FPA, maar nu in de hoofdklasse waar hij als elfde finishte. Hij nam dat jaar opnieuw mee aan de Herfstklasse, waar hij nu als 8e finishte.
In 2008 bleef hij in de FPA voor een tweede seizoen, waarbij hij een poleposition en drie podiumfinishes pakte op zijn weg naar de zesde plaats. Vader Martin raakte hierdoor geïnspireerd en reed mee in de ronde op Spa-Francorchamps.

### Formule 2
Brundle tekende voor de vernieuwde Formule 2 in 2009. Hij reed in auto nummer 5 in de klasse en reed net als voormalig FPA-collega's Jolyon Palmer en Jack Clarke in de Formule 2. Hij finishte als 19e in het kampioenschap met 5 punten.

### Formule 3
Brundle neemt deel aan het Britse Formule 3-kampioenschap in 2010 voor het team T-Sport.

## Formule 2-resultaten
| Jaar | 1     | 2      | 3      | 4       | 5       | 6     | 7       | 8      | 9      | 10      | 11      | 12     | 13     | 14      | 15     | 16     | Rang | Punten |
| ---- | ----- | ------ | ------ | ------- | ------- | ----- | ------- | ------ | ------ | ------- | ------- | ------ | ------ | ------- | ------ | ------ | ---- | ------ |
| 2009 | VAL 8 | VAL 23 | BRN 11 | BRN Ret | SPA Ret | SPA 5 | BRH Ret | BRH 11 | DON 14 | DON Ret | OSC Ret | OSC 11 | IMO 17 | IMO Ret | CAT 15 | CAT 12 | 19e  | 5      |